# Чащинский (Тюменская область)
Чащинский — упразднённый посёлок в Заводоуковском районе Тюменской области России. На момент упразднения входил в состав Колесниковского сельсовета. Исключен из учётных данных в 1996 году, в связи с выбытием жителей и прекращением существования.

## География
Располагался на левом берегу реки Емуртла, на расстоянии примерно 5 километров (по прямой) к юго-западу от села Колесниково.

## История
До 1917 года входил в состав Пятковской волости Ялуторовского уезда Тобольской губернии. По данным на 1926 год кордон Чащинский состоял из 2 хозяйств. В административном отношении входил в состав Комиссаровского сельсовета Емуртлинского района Тюменского округа Уральской области.
В 1941 году на кордоне разместили детей из эвакуированных детских домов Ленинграда. На базе строений мехлесхоза был организован новый детский дом, ставщий "градообразующим предприятием" посёлка. После войны детский дом продолжал расширяться - увеличилось количество преподавателей и воспитанников.  В 1970 году детский дом расформировали, детей перевезли в другие детские дома области. Строения бывшего детского дома были отданы под размещение пионерского лагеря "Ямал". На позднесоветских топокартах населенный пункт подписывался как - пионерлаг Ямал.

## Население
| 1989 |
| ---- |
| 0    |

По данным переписи 1926 года на кордоне проживало 5 человек (2 мужчин и 3 женщин), в том числе русские составляли 100 % населения.